# Exkrementophilie

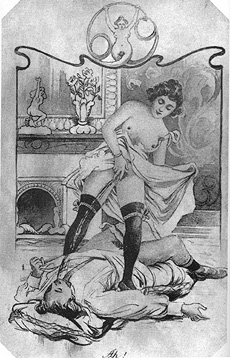
Historische Darstellung von Urophilie und Uropotie

Exkrementophilie (lat. excrementum „Ausscheidung“, „Auswurf“ und -philie) ist ein Sammelbegriff für jene Sexualpräferenzen (Paraphilien), bei denen Körperausscheidungen wie Kot, Urin, Speichel sowie weitere Exkrete wie etwa Menstruationsblut oder Sperma sexuelle Erregung auslösen.

## Hintergrund
Sonderformen oder Teilaspekte der Exkrementophilie sind
- Urophilie (veraltet: Urolagnie), die sexuelle Vorliebe für Urin, evtl. verbunden mit einer Uropotie, dem Trinken von Urin
- Koprophilie, die Vorliebe für Kot, evtl. verbunden mit einer Koprophagie, dem Essen von Kot.

Sie gelten als „seltene Paraphilien“ nach DSM-5. Überschneidungen ergeben sich zu anderen Paraphilien wie sexuellem Fetischismus, sexuellem Masochismus sowie sexuellem Sadismus (vgl. Sadomasochismus). In Bezug zum sexuellen Sadismus nannte Volker Faust Exkrementophilie als einen „Kompensationssadismus“ (Ersatz sexueller Handlungen) durch „Zumutung von Ekel“ von einer dominanzausübenden Person (etwa Domina/-us). Werden diese Handlungen mit Einverständnis der Sexualpartner zum gemeinsamen Lustgewinn durchgeführt, handelt es sich um Paraphilien, denen der Aspekt der Dissexualität (als einer Verletzung der Integrität und Individualität des anderen Menschen) ausdrücklich fehlt. Es handelt sich auch um eine Pars-pro-toto-Bildung, wobei Körperausscheidungen als Teil eines Partners fungieren und so eine Fetischfunktion übernehmen (vgl. etwa Fetische).
Nicht zu verwechseln ist eine Exkrementophilie mit Harntänzen oder anderen kultischen Handlungen, bei denen Exkremente verwendet werden. Solche Riten beschrieb etwa John Gregory Bourke, ein US-amerikanischer Kavallerieoffizier, der diese erstmals 1881 bei Indianern Nordamerikas beobachtet hatte.